# Гай Веллей Тутор
Гай Веллей Тутор (лат. Gaius Vellaeus Tutor) — політичний діяч ранньої Римської імперії, консул-суффект 26 року.
Походив з Канозіуму. Про нього збереглося мало відомостей. У 26 році був призначений консулом-суффектом разом з Луцієм Юнієм Сіланом. Під час своєї каденції разом зі своїм колегою посприяв схваленню закону Юнія Велея щодо того, як знехтувати онуками у заповіті. Про подальшу долю нічого невідомо.